# Pałac Paców w Wilnie (ul. Wielka)
Pałac Paców w Wilnie – jeden z zabytków architektonicznych, zlokalizowany w centrum Starego Miasta w Wilnie przy ul. Wielkiej 7 (lit. Didžioji g. 7).

## Historia
Obecny kształt budynku jest wynikiem przebudowy Domu Wojewody z przełomu XV i XVI wieku. Renowacji domu dokonano w 1675 roku z polecenia Michała Paca.
Od czasu przebudowy pałac stał się najwspanialszą magnacką rezydencją w Wilnie. W pałacu Paców bywali monarchowie Jan Sobieski (1688), Aleksander I czy Napoleon Bonaparte (1812) i inne znakomitości ówczesnego świata. W 1822 roku odbywały się tu tajne posiedzenia filaretów.
Przebudowany przez Rosjan w połowie XIX wieku na pomieszczenia biurowe, znacznie ucierpiał na swej niegdysiejszej świetności. 
21 maja 2018 po remoncie w Pałacu otworzył się pięciogwiazdkowy hotel Pacai. W nowoczesny wystrój wkomponowano historyczne fragmenty pałacu. Badania i rekonstrukcja budynku na potrzeby hotelu kosztowała około 20 mln euro. Hotel ma 104 pokoje, dwie sale konferencyjne. W dawnej pałacowej wozowni na dziedzińcu rozlokowały się restauracje. 